# Tejabán del Esfuerzo
Tejabán del Esfuerzo är en ort i Mexiko.   Den ligger i kommunen Viesca och delstaten Coahuila, i den centrala delen av landet, 800 km nordväst om huvudstaden Mexico City. Tejabán del Esfuerzo ligger 1 142 meter över havet och antalet invånare är 745.
Terrängen runt Tejabán del Esfuerzo är kuperad åt sydväst, men åt nordost är den platt. Runt Tejabán del Esfuerzo är det mycket glesbefolkat, med 3 invånare per kvadratkilometer. Närmaste större samhälle är San Pedro, 15,9 km norr om Tejabán del Esfuerzo. Omgivningarna runt Tejabán del Esfuerzo är i huvudsak ett öppet busklandskap.